# Pedro Dellacha
Pedro Rodolfo Dellacha (Lanús, 9 luglio 1926 – Vicente López, 31 luglio 2010) è stato un allenatore di calcio e calciatore argentino, di ruolo difensore.

## Palmarès

### Club

#### Competizioni nazionali
- Campionato argentino: 1

Racing Club: 1958
- Coppa del Messico: 1

Necaxa: 1959-1960

### Nazionale
- Campeonato Sudamericano de Football: 1

Cile 1955, Perù 1957

### Allenatore

#### Competizioni nazionali
- Campionato argentino: 2

Independiente: 1970, 1971
- Campionato uruguaiano: 1

Nacional: 1977
- Campionato colombiano: 1

Millonarios: 1978

#### Competizioni internazionali
- Coppa Libertadores: 2

Independiente: 1972, 1975
- Coppa Interamericana: 2

Independiente: 1972, 1975